# Luigi Lavitrano

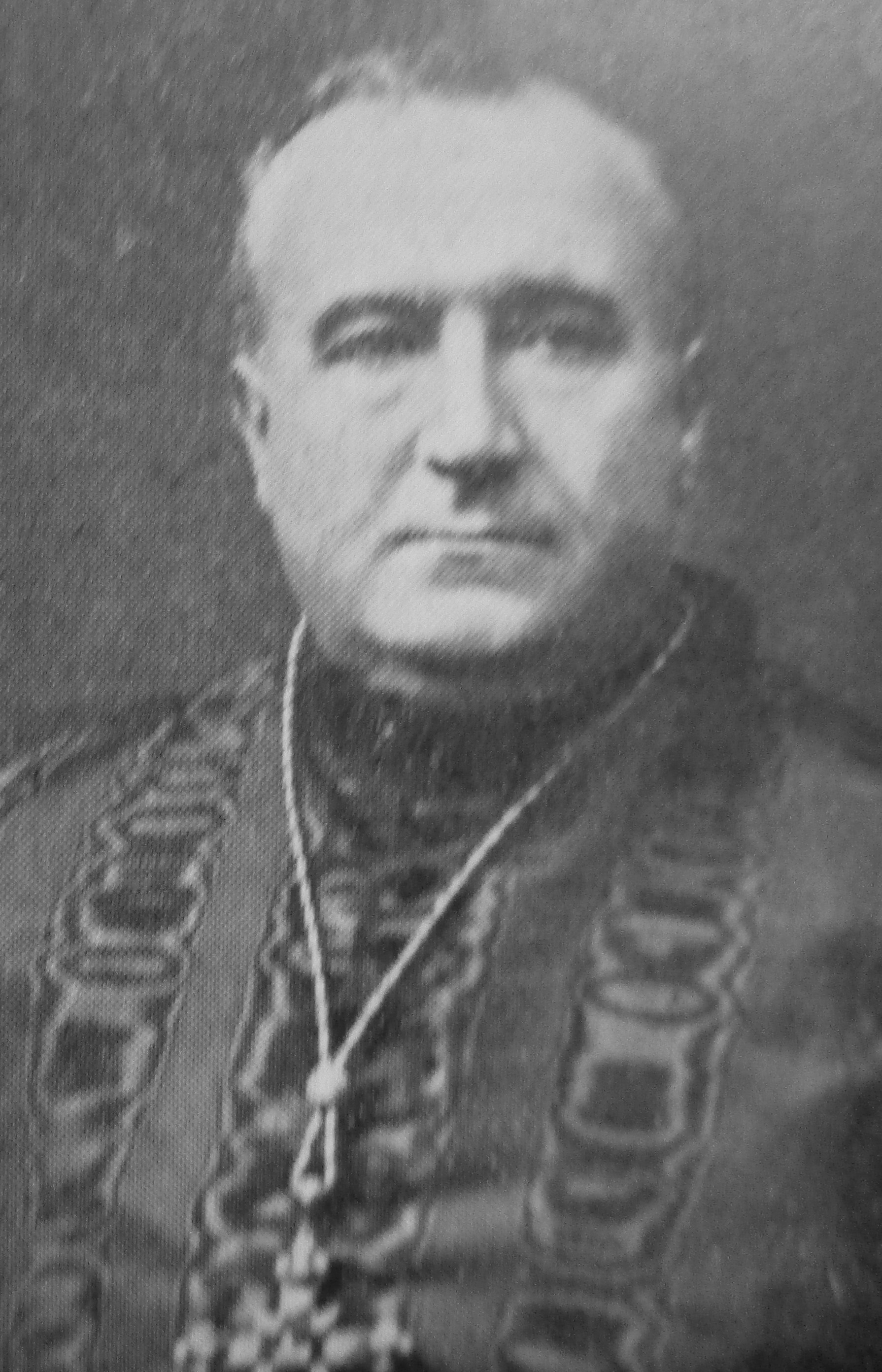
Luigi Kardinal Lavitrano (1939)

Kardinalswappen

Luigi Kardinal Lavitrano  (* 7. März 1874 in Forio, Provinz Neapel, Italien; † 2. August 1950 in Villini) war ein italienischer Geistlicher, Erzbischof von Palermo und später Kurienkardinal der römisch-katholischen Kirche.

## Leben
Luigi Lavitrano verlor im Jahre 1883 seine gesamte Familie beim Erdbeben auf der Insel Ischia. Er kam in kirchliche Obhut und studierte an verschiedenen Hochschulen Roms die Fächer Katholische Theologie und Philosophie. Das Sakrament der Priesterweihe empfing er am 21. März 1898. Anschließend arbeitete er als Dozent und (ab 1910) Rektor in der theologischen Ausbildung der Priesteramtskandidaten in Rom. Bereits im März 1904 wurde ihm der Titel eines Kaplans Seiner Heiligkeit verliehen.
Im Mai 1914 wurde er von Papst Pius X. zum Bischof von Cava e Sarno ernannt. Die Bischofsweihe spendete ihm am 21. Juni 1914 Kardinalvikar Basilio Pompili; Mitkonsekratoren waren Giovanni Regine, Bischof von Nicastro, und Giovanni Scotti, Bischof von Cariati. Papst Pius XI. beauftragte Luigi Lavitrano 1924 mit der Leitung des Erzbistums Benevento, 1928 ernannte er ihn zum Erzbischof von Palermo, am 16. Dezember 1929 nahm er ihn als Kardinalpriester mit der Titelkirche San Silvestro in Capite in das Kardinalskollegium auf. Luigi Kardinal Lavitrano nahm am Konklave des Jahres 1939 teil, in dem Pius XII. gewählt wurde.
Er legte die Leitung des Erzbistums Palermo im Dezember 1944 nieder und wurde am 14. Mai 1945 Präfekt der Religiosenkongregation.
Luigi Lavitrano starb am 2. August 1950 in Villini und wurde in der Basilika Santa Maria di Loreto in Forio d’Ischia bestattet.
Nach ihm wurde die Via Cardinale Luigi Lavitrano, eine Straße in Palermo, benannt.